# Bror Gunnar Jansson

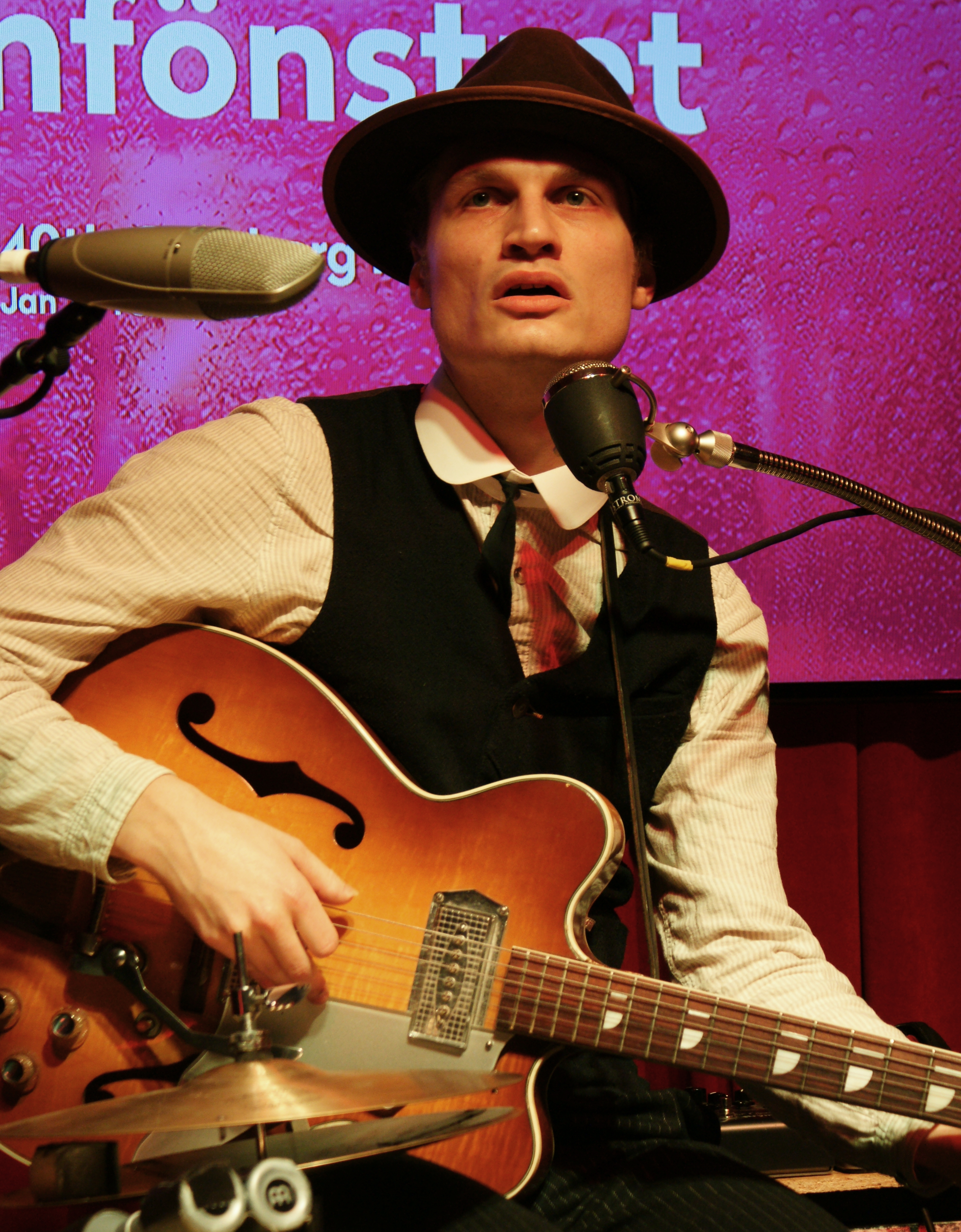
Jansson under ett framträdande i Filmfönstret på Göteborg Film Festival 2017.

Bror Gunnar Jansson, född 7 juli 1986 i Lerum, är en svensk artist, musiker och låtskrivare.

## Biografi
Bror Gunnar Jansson växte upp i Sävedalen i Partille kommun, vid fjorton års ålder flyttade familjen till Lerum. Hans far Kjell Jansson är jazzmusiker och spelar kontrabas. Även hans farfar och farfars far var musiker. Bror Gunnar växte därmed upp i ett musikaliskt hem med mycket jazz och började spela musik som fyraåring. Först spelade han cello, när han var tio år gammal började han spela saxofon och i tonåren elbas, gitarr och sång. Bror Gunnar gick musiklinjen på Hvitfeldtska gymnasiet i Göteborg och påbörjade därefter musiklinjen på Ljungskile folkhögskola men hoppade av efter ett år. 2012 släppte han sitt första, självbetitlade, album Bror Gunnar Jansson. 2014 skrev han på med det franska skivbolaget Normandeep Records och släppte uppföljaren Moan Snake Moan. Samma år började han turnera i Frankrike och medverkade bland annat även i Canal+-programmet ”Album de la semaine” (Veckans album). Hittills är han inte så välkänd i Skandinavien utan har främst nått framgångar i Frankrike.
Ep:n And the Great Unknown, Part I samt albumet And the Great Unknown, Part II släpptes februari respektive maj 2017.
Bror Gunnar Jansson är ett enmannaband, han spelar gitarr, trummor och sjunger samtidigt. Bror Gunnar är även medlem i de Göteborgsbaserade bluesbanden Det blev handgemäng och Serve You Right to Suffer. 
Han beskriver sin egen musik som "mörk southern gothic möter blues och svensk 'less is more'-anda". Via jazzen som han fick med sig hemifrån har han också utforskat amerikansk folkmusik såsom blues och country.
1 februari 2019 medverkade han som gästartist i SVTs På spåret.
20 september 2019 släpps albumet They Found My Body In A Bag (Playground Music/Editions Miliani).

## Diskografi
- 2012 : Bror Gunnar Jansson (The Greatest Records)
- 2014 : Moan Snake Moan (Normandeep Blues Records)
- 2014 : 8" EP (Stencil Trash Records)
- 2017 : And The Great Unknown, Part I & II (Normandeep Blues Records)[8]
- 2019 : They Found My Body In A Bag (Playground Music/Editions Miliani).
- 2021 : Faceless Evil, Nameless Fear (Playground)